# Хљаба
Хљаба (слч. Chľaba, мађ. Helemba) насељено је мјесто са административним статусом сеоске општине (слч. obec) у округу Нове Замки, у Њитранском крају, Словачка Република.

## Становништво
| Година:    | 1994. | 2004.   | 2014.   | 2024.   |
| ---------- | ----- | ------- | ------- | ------- |
| Број људи: | 718   | 714     | 712     | 686     |
| Разлика:   |       | -0,55 % | -0,28 % | -3,65 % |

| Година:    | 2023. | 2024.   |
| ---------- | ----- | ------- |
| Број људи: | 690   | 686     |
| Разлика:   |       | -0,57 % |

Према подацима о броју становника из 2011. године насеље је имало 700 становника.